# Książka obrazkowa
Książka obrazkowa – specyficzna forma książki skierowana najczęściej do najmłodszych dzieci.  W tego typu książkach tekstu jest niewiele lub nie ma go wcale. W publikacjach tych warstwa wizualna odgrywa (Ilustracja dziecięca) nadrzędną rolę, a warstwa tekstowa jest w nich jedynie dodatkiem. Tekst powinien komponować się z grafiką, a nie odwrotnie, oderwany od ilustracji nie posiada bowiem większego znaczenia. Bez obrazu nie jest zrozumiały. Książkę obrazkową określa się mianem ewenementu natury edytorskiej.

## Ujęcie terminologiczne
W polskiej bibliografii brakuje literatury przedmiotu poświęconej książce obrazkowej. W wielu źródłach pojęcie to jest infantylizowane i główną uwagę zwraca się w nich na elementy literackie. Problemem może być także sama nazwa terminu, która co prawda jest poprawna gramatycznie, jednakże w  języku polskim posiada ona niefortunne brzmienie oraz sprawia trudności semantyczne.  Często stosuje się zamiennie terminy książka obrazkowa i picturebook, mimo że istnieją istotne różnice w ich znaczeniu oraz zastosowaniu. Powszechnie panuje mylne przekonanie, że książki bogate w ilustracje i ubogie w tekst są przeznaczone dla dzieci, które z trudnością radzą sobie z czytaniem i korzystają z obrazów, aby lepiej zrozumieć zawartość. Również w języku angielskim zauważyć można niezgodność na poziomie metajęzykowym. Pojęcie książka obrazkowa posiada w tym języku trzy wersje zapisu: picture book, picture-book i picturebook.
Książka obrazowa to zjawisko nierozerwalnie związane z charakterem współczesnej cywilizacji. Jej specyficzna forma ukształtowała się dzięki przemianom zachodzącym w kulturze od XX wieku do dzisiaj. Picture book jest efektem i wskaźnikiem tych przeobrażeń. Zrodził się na pograniczu klasycznie pojmowanej literatury i sztuki plastycznej. Książka obrazkowa jako materiał badawczy daje zatem wiele możliwości zarówno dla literaturoznawców, jak i historyków sztuki.

## Typologia
The Routledge Companion to Picturebooks wyróżnia następujące rodzaje książki obrazkowej:
- książki wczesnokonceptowe i konceptowe,
- książki wielosceniczne,
- abecadlniki,
- książki-rozkładanki i książki ruchome,
- beztekstowe książki obrazkowe,
- postmodernistyczne książki obrazkowe,
- transgresywne książki obrazkowe,
- książki obrazkowe dla dorosłych,
- informacyjne książki obrazkowe,
- poezja w książkach obrazkowych,
- wielojęzyczne książki obrazkowe,
- cyfrowe książki obrazkowe.

## Funkcje książki obrazkowej
Książki obrazkowe mają znaczący wpływ na rozwój emocjonalny dziecka oraz jego wrażliwość na estetykę. Ilustracje w książkach dla dzieci spełniają szereg funkcji. Pomagają one dziecku zapoznać się z otaczającym go światem, kształtują jego wyobraźnię i stanowią jego pierwszy kontakt ze sztuką. Książka obrazkowa może towarzyszyć dziecku przez całe życie. Wraz z wiekiem odbiorca dojrzewa i zaczyna zauważać w obrazach nowe treści, tworzy nowe interpretacje ilustracji.
Do podstawowych funkcji książek obrazkowych należą:
- rozwój wrażliwości estetycznej dzieci,
- rozbudzanie wyobraźni,
- kształtowanie abstrakcyjnego myślenia,
- nauczanie pojęć,
- szeroko rozumiana edukacja – m.in. poprzez ukazywanie prawdy o świecie bez pomijania tematów uznawanych za trudne lub niewygodne czy przedstawianie stosunków międzyludzkich oraz struktur społecznych i kulturowych.

## Książka obrazkowa w Polsce
Za początki książki obrazkowej uznaje się wydanie w 1658 roku książki Orbis Sensualium Pictus autorstwa Jana Amosa Komeńskiego. Pierwsze polskie tłumaczenie tego dzieła ukazało się w 1667 roku. Kolejnym ważnym dziełem w historii gatunku jest Staś Straszydło, napisany i zilustrowany przez Heinricha Hoffmana. Uznawane jest ono za pierwszą nowoczesną książką obrazkową. Polskie wydanie datuje się na 1858 rok. Ze względu na ograniczone możliwości techniczne w XIX wieku książki obrazkowe polskich autorów nie były często wydawane. Techniki litografii barwnej oraz drzeworytu kolorowego nie były w Polsce wykorzystywane, mimo ich rozpowszechnienia w Anglii. Brakowało również rysowników i autorów tekstów, w związku z czym wydawcy tłumaczyli książki z języków obcych, a także poszukiwali wykonawców ilustracji za granicą. Gdy w ostatnim dwudziestoleciu XIX wieku zaczęto stosować na skalę przemysłową chromolitografię, na terenie Niemiec powstawały zakłady zajmujące się reprodukowaniem ilustracji oraz sprzedażą ich w innych krajach Europy, m.in. w Polsce. Prowadziło to do sytuacji, w których książki polskich pisarzy wydawane były z ilustracjami stworzonymi dla książek obcojęzycznych, nieraz bez podpisów autorów, np. Na jagody Marii Konopnickiej, Oluś u króla zimy Kazimierza Laskowskiego czy Historie o grzybowych ludkach Artura Oppmana.
Okres powojenny, w szczególności lata 50., 60. i 70. XX w., uznawany jest za najlepszy okres w twórczości polskich artystów książki dla dzieci, w tym książki obrazkowej, później nazywanych Polską Szkołą Ilustracji. Książki dla dzieci wydawane były w dużych nakładach oraz liczbach tytułów, zaś cenzura oddziałująca również na sztukę nie wywierała tak mocnego nacisku na twórców dzieł przeznaczonych dla dzieci, co pozwalało autorom na odbieganie od stylu realistycznego. Po roku 1989, mimo poprawy jakości poligraficznej wydawanych książek, spadła jakość artystyczna  opracowań graficznych. Komisje graficzne, wcześniej kontrolujące poziom ilustracji, zostały rozwiązane, zaś ilustratorzy wcześniej odnoszący sukcesy, znaleźli pracę w innych dziedzinach artystycznych lub za granicą. W zawodzie, ze względu na rozwój technik komputerowych, umożliwiających łatwe tworzenie grafik, oraz niskie zarobki pozostały osoby bez wykształcenia artystycznego lub hobbyści.
W ostatnim czasie książki obrazkowe zyskują na świecie coraz większą popularność, jednak w Polsce nadal odczuwana jest ich nieobecność. Pomimo to, że w księgarniach można znaleźć wiele bogato ilustrowanych publikacji, to nieczęsto są one przykładem wysokiego poziomu artystycznego. Jednak śmiało można powiedzieć, że sytuacja na polskim rynku wydawniczym dla dzieci zaczyna się stopniowo poprawiać. Na początku trzeciego tysiąclecia minęła moda na ilustracje „okołodisneyowskie”, a rynek książek dla najmłodszych zaczął dojrzewać. Powstały nowe oficyny wydawnicze, nazywane lilipucimi – m.in. Muchomor, Ezop, Dwie Siostry, Hokus Pokus, Wydawnictwo Wolno – które postanowiły pochylić się nad przywróceniem książce dziecięcej odpowiedniej, wyrafinowanej formy. Wydawnictwa te poszukują najbardziej utalentowanych ilustratorów, pracują nad jak najwyższą jakością książki, zdobywają wiele prestiżowych nagród oraz – co najważniejsze – zyskują popularność i uznanie w społeczeństwie.
Wśród polskich artystów tworzących książki obrazkowe wymienić można – Iwonę Chmielewską, Joannę Concejo, Daniela i Aleksandrę Mizielińskich, Emilię Dziubak, Jana Bajtlika, Marię Ekier.